# Bulonga posticata
Bulonga posticata är en fjärilsart som beskrevs av Walker 1866. Bulonga posticata ingår i släktet Bulonga och familjen mätare. Inga underarter finns listade i Catalogue of Life.